# Moritz von Ortenburg

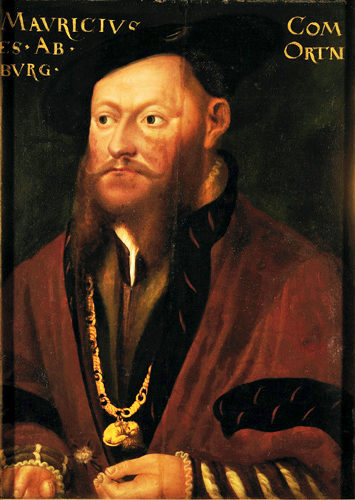
Moritz von Ortenburg von Hans Schöpfer d. Ä. (1539)

Moritz von Ortenburg († 6. Juli 1551 in München) war der dritte Sohn des Reichsgrafen Ulrich II. von Ortenburg und Veronika von Aichberg. Er entstammte dem mächtigen und angesehenen niederbayerischen Adelsgeschlecht der Ortenburger.

## Leben und Wirken
Moritz’ Geburtsdatum und -ort sind unbekannt. Auch über seine Jugend ist nichts weiteres bekannt, lediglich dass er das dritte von fünf Kindern war. Er hatte zwei ältere Brüder und zwei jüngere Schwestern.
Moritz von Ortenburg nützte die sich im Laufe der Jahrhunderte bessernden Beziehungen seines Hauses und den Wittelsbachern, sodass er hohe bayerische Ämter bekleiden konnte. So war er von 1529 bis 1535 im Großen Ausschuss für das Rentamt Straubing, welches die reichsunmittelbare Grafschaft seines Adelsgeschlechtes umschloss. Im Jahre 1550 wurde Moritz zum Hofrat des bayerischen Herzoges ernannt. Auch zuvor war er bereits im Hofgefolge des Herzogs Wilhelm IV. Nach dessen Tode wechselte er in das Gefolge des Sohnes Albrecht V.
Wiguleus Hund schrieb über Moritz von Ortenburg, er sei am Hofe Herzog Wilhelms IV. von Bayern „in großen Gnaden“ gewesen.
Es ist anzunehmen, dass es diese Verbindungen waren, aber auch seine familiäre Herkunft, die zu einem Eheprojekt des Kardinals und Erzbischofs von Salzburg Matthäus Lang von Wellenburg führten. Der Kardinal hatte vor, Moritz mit einer Verwandten von ihm, einer Tochter des Ritters von Trenbach, zu verheiraten. Moritz hatte jedoch an solch einer Eheschließung keinerlei Interesse.
Am 6. Juli 1551 verstarb Moritz unverehelicht und kinderlos in München. Sein Leichnam wurde nicht nach Ortenburg bzw. nach Passau in die Ortenburgkapelle überführt, sondern in der Münchner Franziskanerkirche beigesetzt.
In der ersten Hälfte des 16. Jahrhunderts hatte Moritz von Ortenburg am erneuten Aufstieg seines Adelsgeschlechtes nach der Blütezeit im Hochmittelalter seinen Anteil. Sein Vater Ulrich II. und sein Onkel Christoph I. erwarben großen Besitz und Reichtum im heutigen Niederbayern und Oberösterreich. Gemeinsam mit ihnen gewann auch Moritz politischen Einfluss im Herzogtum Bayern und förderte ebenso die Beziehungen zu den bayerischen Landesherren. So trug auch er großen Anteil daran, dass die Ortenburger wieder zum zweitmächtigsten Adelsgeschlecht im Herzogtum und zur reichsten und einflussreichsten niederbayerischen Adelsfamilie wurden. Die erneute Blüte dauerte jedoch nicht lange an, bereits 12 Jahre nach seinem Tod kam es zum erneuten Konflikt der Reichsgrafen von Ortenburg mit den bayerischen Herzögen. Auslöser war Moritz’ Cousin Graf Joachim I., welcher im Jahre 1563 in der kleinen Grafschaft den evangelischen Glauben einführte und damit einen jahrzehntelangen Konflikt auslöste, welcher zum erneuten Niedergang führte.